# Neikea
Die Neikea (altgriechisch Νείκεα Neíkea), Singular Neikos (Νεῖκος Neíkos, deutsch ‚Streit, Tadel‘) sind in der griechischen Mythologie Personifikationen des Hasses.
In Hesiods Theogonie sind die Neikea Töchter der Eris, der Göttin der Zwietracht, ihre Geschwister sind ebenfalls Personifikationen von negativ besetzten Begriffen. Bei Timon von Phleius erscheint Neikos als einzelne Gestalt als Schwester und Dienerin der Eris. Nach Pseudo-Demosthenes tritt sie in der Malerei dargestellt als Peinigerin der in den Hades Verbannten auf. Ob die die Welt bewegenden Kräfte Neikos und Philotes von Empedokles personifiziert gedacht wurden oder er dabei nur auf ein mythisches Konzept zurückgriff, ist unklar.
Hyginus Mythographus zählt die Töchter der Eris als Nachkommen des Aither und der Terra auf, die Neikaea überträgt er dabei als Altercatio ins Lateinische.